# Letiště Bolzano
Letiště Bolzano (italsky: Aeroporto di Bolzano — Dolomiti, německy: Flughafen Bozen — Dolomiten) (IATA: BZO, ICAO: LIPB) je malé regionální letiště blízko Bolzana v provincii Jižní Tyrolsko v severní Itálii.

## Historie
Letiště bylo otevřeno v říjnu 1926 s přistávací dráhou o délce 1300 metrů.

## Letecké společnosti
| Letecké společnosti | Destinace |
| ------------------- | --- |
| Sky Alps            | Berlín, Düsseldorf, Hamburk Sezónní: Antverpy, Billund, Brač, Brindisi, Cagliari, Dubrovník, Ibiza, Kassel, Katánie, Kodaň, Korfu (začíná 7. června 2024), Lamezia Terme, Londýn-Stansted, Olbia |